# NGC 5811
NGC 5811 (również PGC 53597) – magellaniczna galaktyka spiralna z poprzeczką (SBm), znajdująca się w gwiazdozbiorze Panny. Odkrył ją Albert Marth 12 kwietnia 1864 roku.